# Битак, Манфред
Ма́нфред Би́так (нем. Manfred Bietak; род. 6 октября 1940, Вена) — австрийский египтолог и археолог, один из известнейших современных исследователей бронзового века в районе дельты Нила.

## Биография
Учился в Венском университете. В 1961—1965 годах принимал участие в раскопках в Сайяле в Нубии под эгидой ЮНЕСКО.
Битак получил наибольшую известность как руководитель австрийских раскопок в Телль эль-Даба в дельте Нила. Профессор египтологии Венского университета, директор Австрийского института археологии в Каире.
Обнаружил местонахождение столицы гиксосов Аварис и столицы Рамсеса Пер-Рамсес на берегу бывшего Пелусийского рукава Нила. В Аварисе одним из значительных открытий были минойские фрески.
В 2004 году был профессором Гарвардского университета.
С марта 1999 года — член Австрийской академии наук. Автор и соавтор нескольких университетских учебников, редактор археологического журнала Ägypten und Levante («Египет и Левант»).